# 819
819 (DCCCXIX) var ett normalår som började en lördag i den julianska kalendern.

## Händelser

### Okänt datum
- Andorra överlåts av Ludvig den fromme åt biskopen av La Seu d'Urgell.
- Harald Klak invaderar Danmark.
- Samanidernas dynasti grundas.
- Markus II av Alexandria blir påve i Alexandria.

## Födda
- Martianus Hiberniensis, lärare, skrivare och mästare vid katedralskolan i Laon.

## Avlidna
- 21 maj – Cheng Yi, kinesisk kansler.
- Áed Oirdnide, kung av Ailech.
- Cairell mac Fiachnai, kung av Ulaid.
- Cathal mac Dúnlainge, kung av Uí Cheinnselaig.